# Ministério da Indústria e Comércio (Portugal)
O Ministério da Indústria e Comércio foi a designação de um departamento do X Governo Constitucional de Portugal. O único titular da pasta foi Fernando Santos Martins.